# St. Lorenz (München)

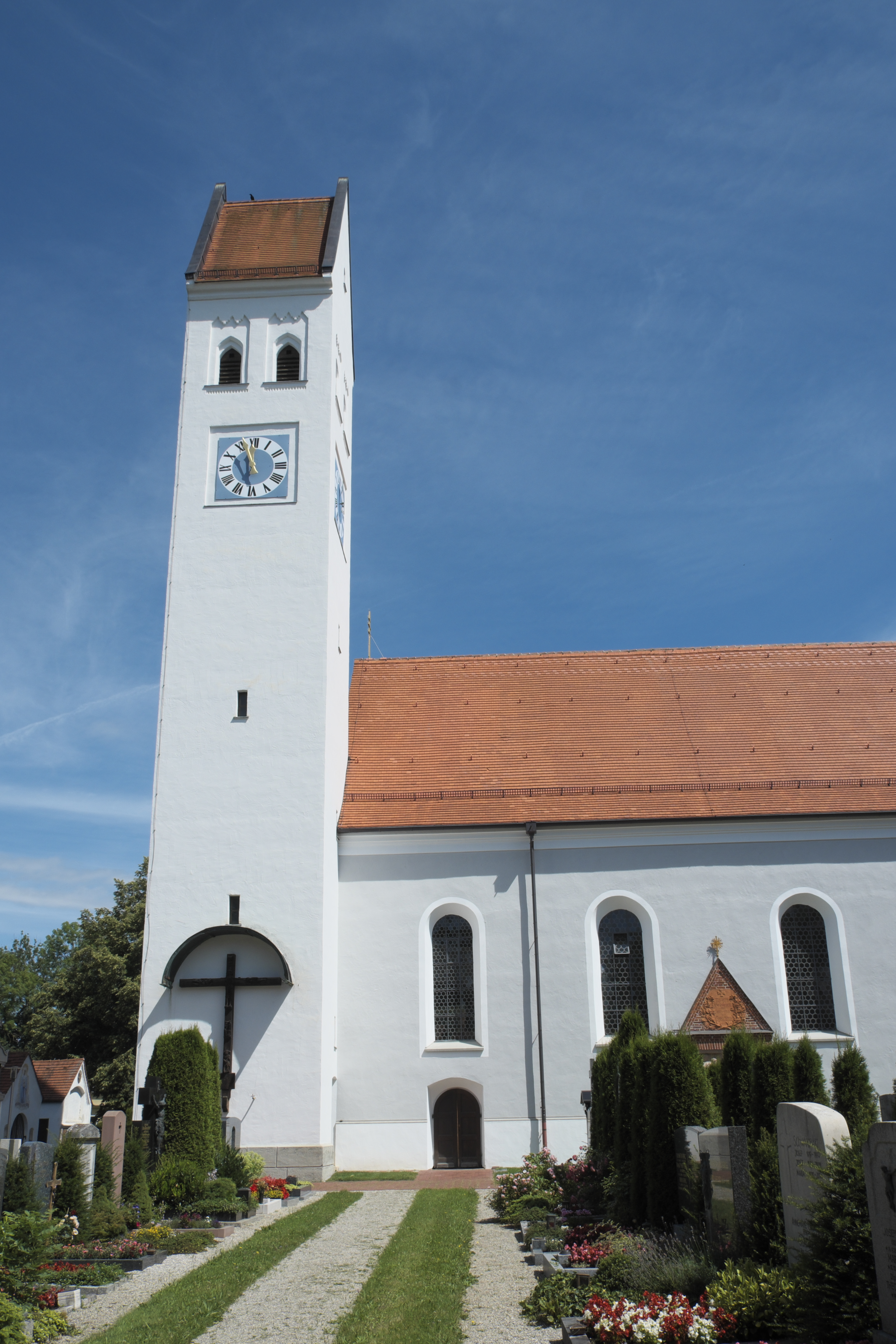
Pfarrkirche St. Lorenz

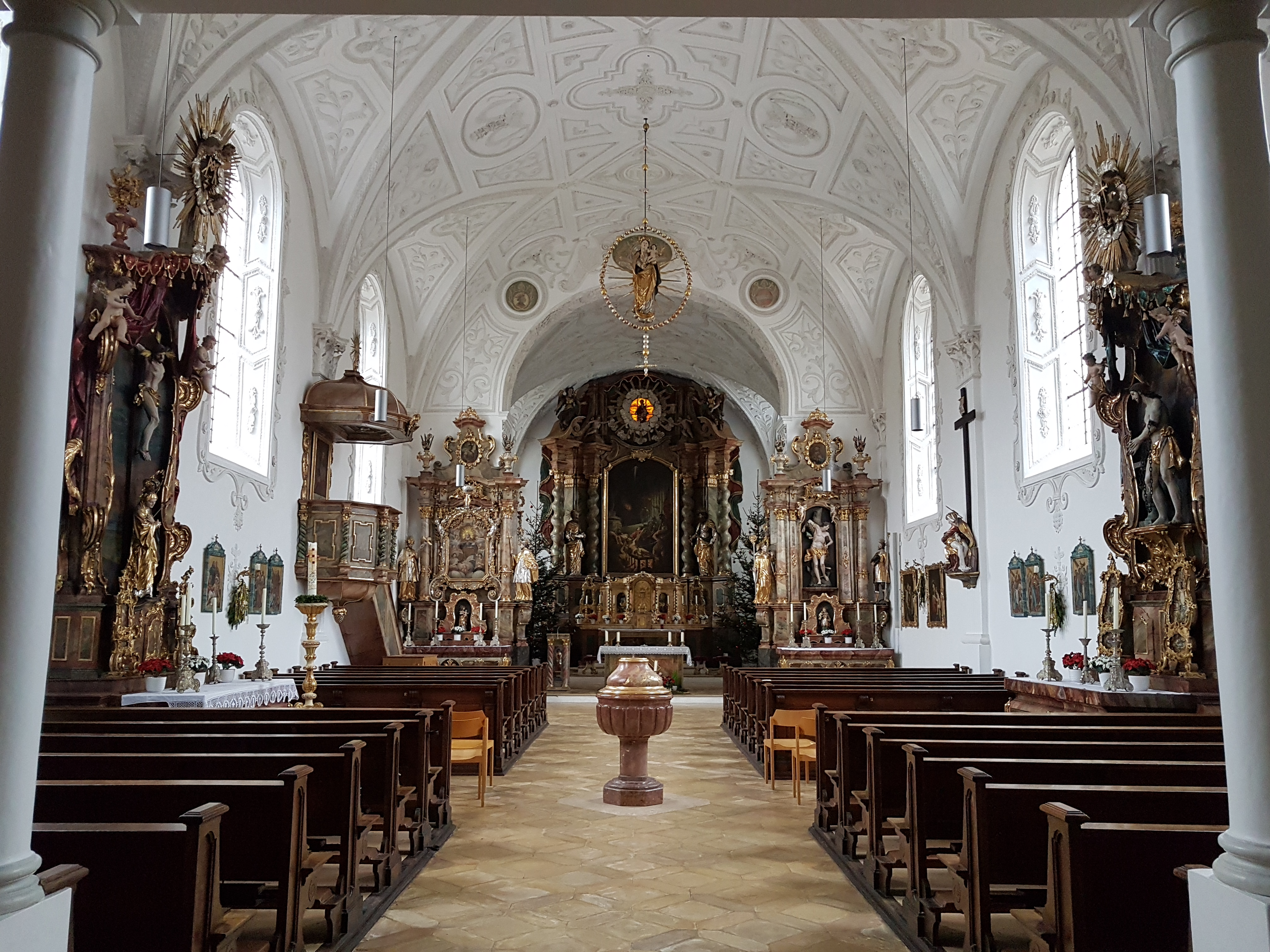
Innenraum

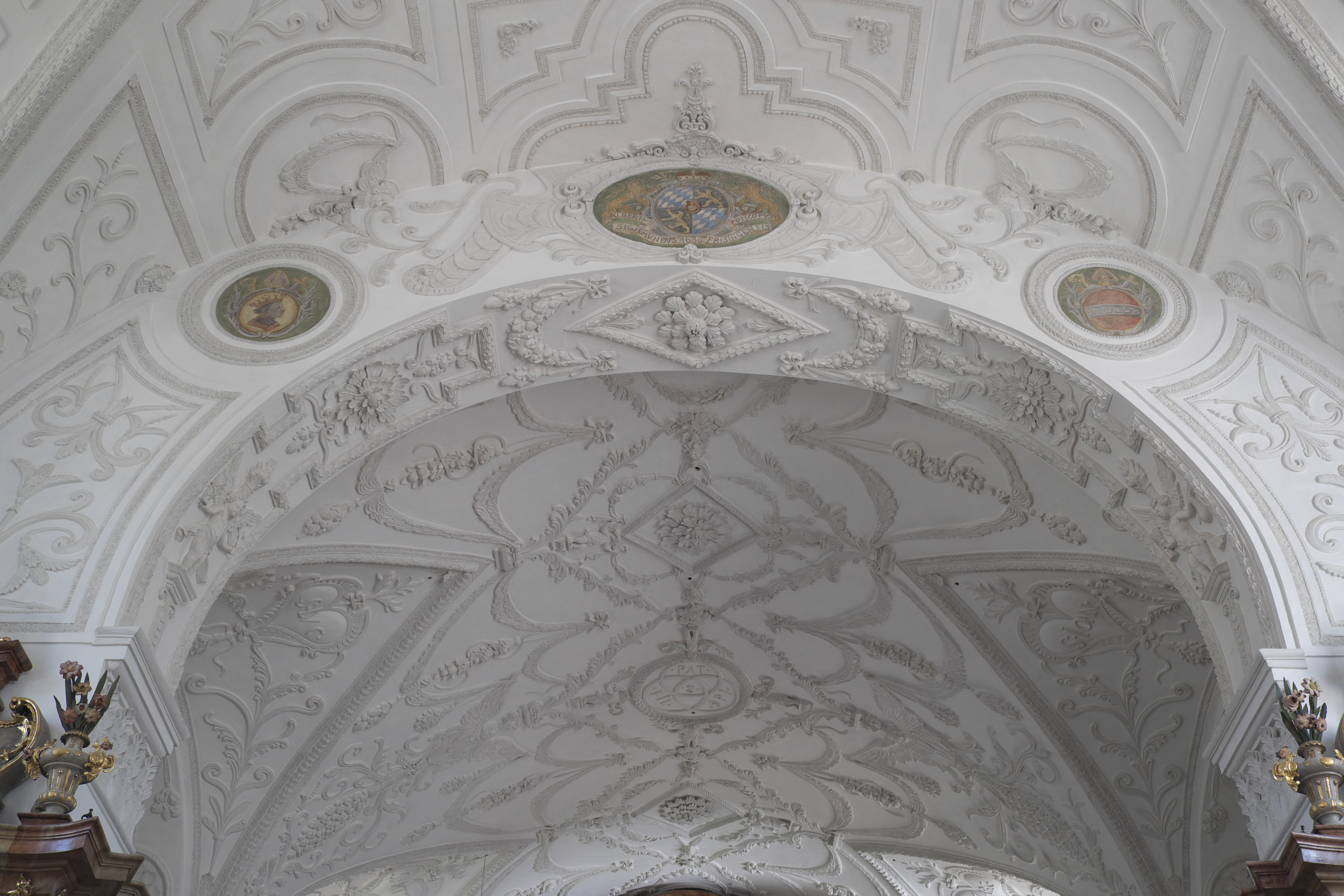
Stuckdekor, Chorbogen mit Wappen von Albrecht Sigismund von Bayern

Die katholische Pfarrkirche St. Lorenz in Oberföhring im Münchner Stadtbezirk Bogenhausen ist ein barocker Kirchenbau aus dem späten 17. Jahrhundert. Die Kirche ist dem heiligen Laurentius geweiht.

## Lage
St. Lorenz liegt im alten Siedlungskern Oberföhrings nahe der Hangkante des Isarhochufers. Der Kirchturm mit dem Satteldach ist von weitem zu sehen und gilt als Wahrzeichen Oberföhrings. Die Kirche ist von einem ummauerten Friedhof umgeben.

## Denkmalschutz
Die Kirche St. Lorenz steht unter Denkmalschutz und ist unter der Aktennummer D-1-62-000-4672. in der Denkmalliste des Bayerischen Landesamtes für Denkmalpflege erfasst.

## Geschichte
Oberföhring besaß schon im Mittelalter eine Pfarrkirche, die 1315 errichtet wurde, die erste Kirche in Oberföhring wird in einer Urkunde aus dem Jahre 822 erwähnt. 1678 war diese so baufällig geworden, dass sie abgerissen und durch einen Neubau von einem Baumeister aus der Schlierseer Künstlerfamilie Zwerger ersetzt wurde. 1680 wurde der Neubau geweiht. 1893 wurde auch der Turm neu errichtet. Eine umfassende Innenrenovierung fand in zwei Schritten in den Jahren 2015 bis 2018 statt.
Am 25. Oktober 2020 wurde der neue Altar und Ambo vom Erzbischof Reinhard Kardinal Marx in einer feierlichen Messe geweiht. Der Altar und Ambo ist aus einem Steinblock aus dem Ort Laas  (Südtirol) und wurde in Form gebracht vom Künstler Gregor Passens.
Im Altar befinden sich zwei Reliquien vom heiligen Benno, Bischof von Meißen und Patron der Stadt München, und vom seligen Otto, Bischof von Freising.

## Architektur
Die Kirche besteht aus einem Langhaus mit einer Grundfläche von etwa 35 × 11 Meter. Der Eingangsseite an der Westfassade ist ein kleinerer Vorbau vorgesetzt, an dessen rechter Seite der quadratische Turm mit Satteldach steht.
Der hochbarocke Bau besitzt im Innern eine stuckierte Stichkappentonne und eine Wandgliederung durch kannelierte Pilaster. Das Langhaus ist vierjochig, der nur wenig eingezogene Chor hat einen geraden Schluss. Die reichen Stuckaturen an Gewölben, Fensterleibungen und -rahmungen bestehen unter anderem aus Engeln (teils mit Leidenswerkzeugen), Ranken, Spiralen, Rosetten und Girlanden. Am Chorbogen sind die Wappen des Freisinger Fürstbischofs Albrecht Sigismund von Bayern angebracht, der den barocken Neubau errichten ließ.

## Altäre

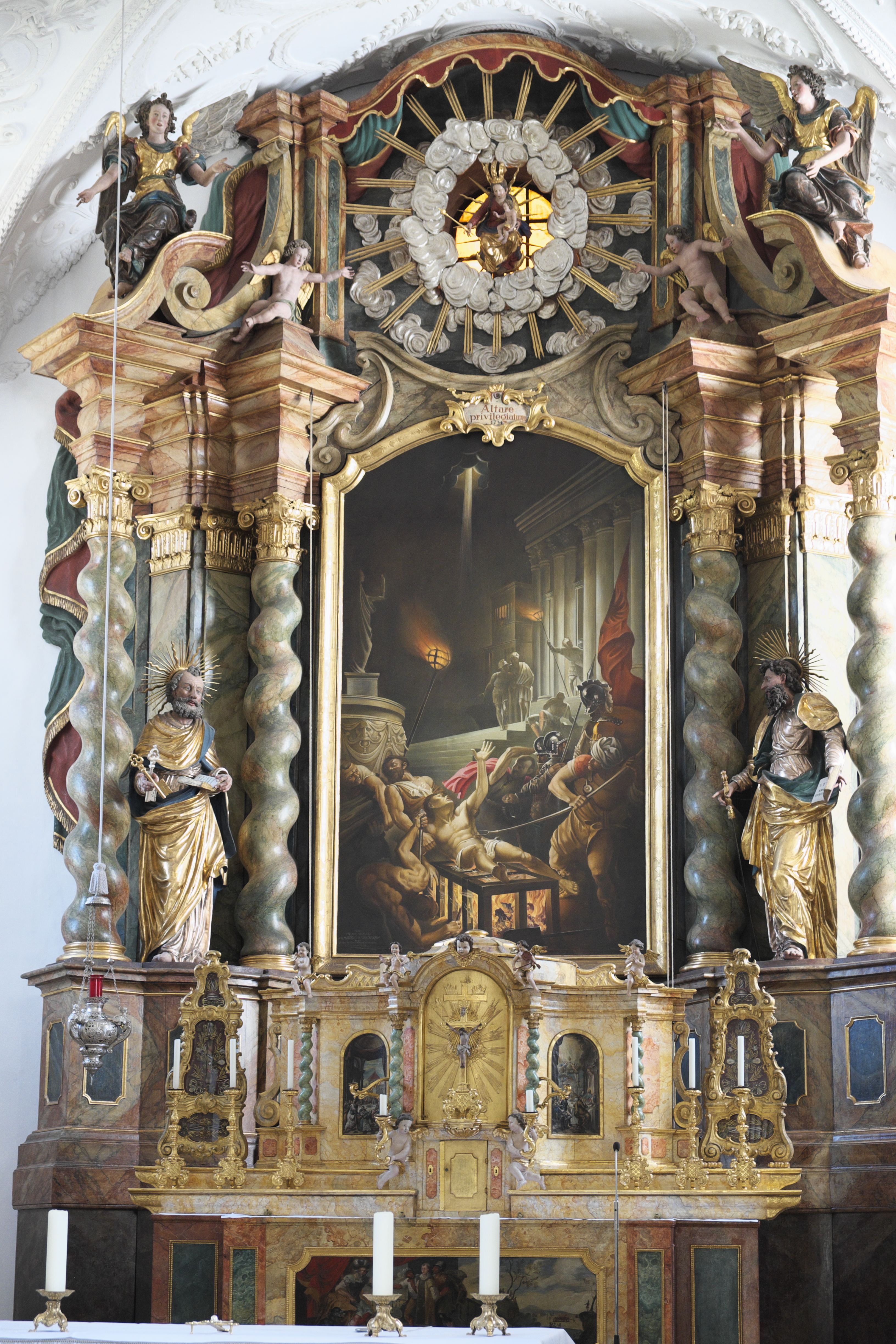
Hochaltar

- Der Hochaltar mit seinen vier gewundenen Säulen wurde 1736/37 geschaffen. Die Statuen der Apostel Petrus und Paulus, die seitlich zwischen den Säulen stehen, wurden von dem früheren Retabel von 1648 übernommen. Das Altarbild wurde 1964 von Karl Diebitsch gemalt. Es stellt das Martyrium des Kirchenpatrons dar und ist eine Kopie eines Gemäldes von Tizian, das in der Jesuitenkirche in Venedig hängt.
- Die beiden Seitenaltäre wurden 1764 von Benedikt Häuser geschaffen. Das Gemälde des linken Altars stammt aus dem frühen 17. Jahrhundert und befand sich ursprünglich in der 1820 abgerissenen Wallfahrtskapelle St. Emmeram. Das Bild stellt den heiligen Emmeram zwischen Engeln dar, der Rahmen ist ein Werk von Egid Quirin Asam aus dem Jahr 1739. Seitlich stehen die Assistenzfiguren Johannes Nepomuk und Johannes von Krakau, auf der Altarmensa steht der heilige Josef mit dem Jesuskind, der von einer geschnitzten Rokokokartusche gerahmt wird. Das rechte Altarretabel birgt die Figur des heiligen Sebastian, flankiert von den Heiligen Leonhard und Wendelin. Auf der Mensa, ebenfalls von einer Rokokokartusche gerahmt, steht eine Madonna mit Kind.
- An den mittigen Langhauswänden sind zwei weitere Rokokoaltäre von Thomas Ayrundschmaltz angebracht, deren Retabel der Kreuzigung Christi (mit Mater Dolorosa) und der Geißelung Christi gewidmet sind. Die Figuren des Gekreuzigten und der Mater dolorosa stammen aus dem frühen 17. Jahrhundert, die Figur des Geißelheilands ist eine Arbeit von Johann Georg Greiff von 1746.

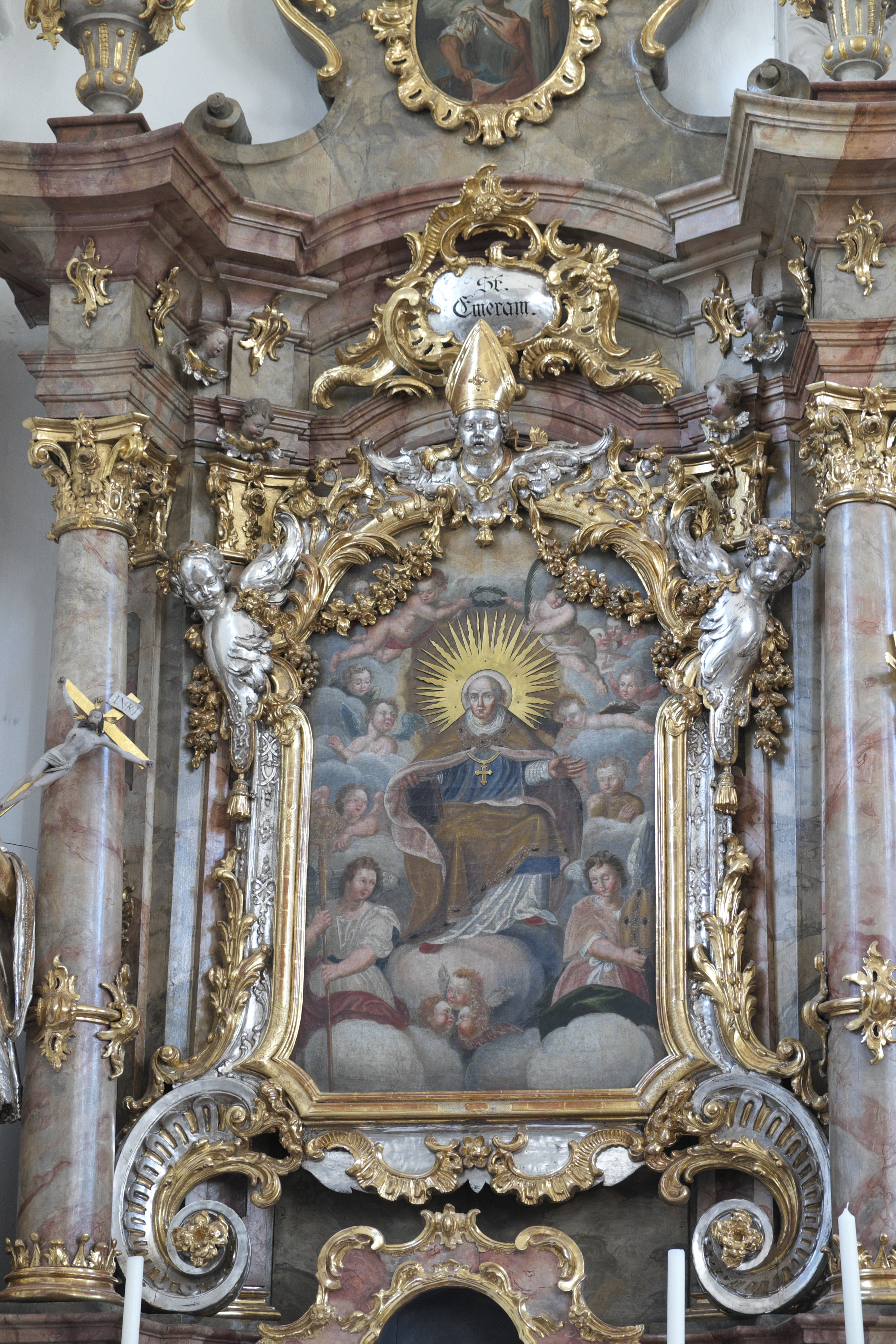
Emmeramsaltar
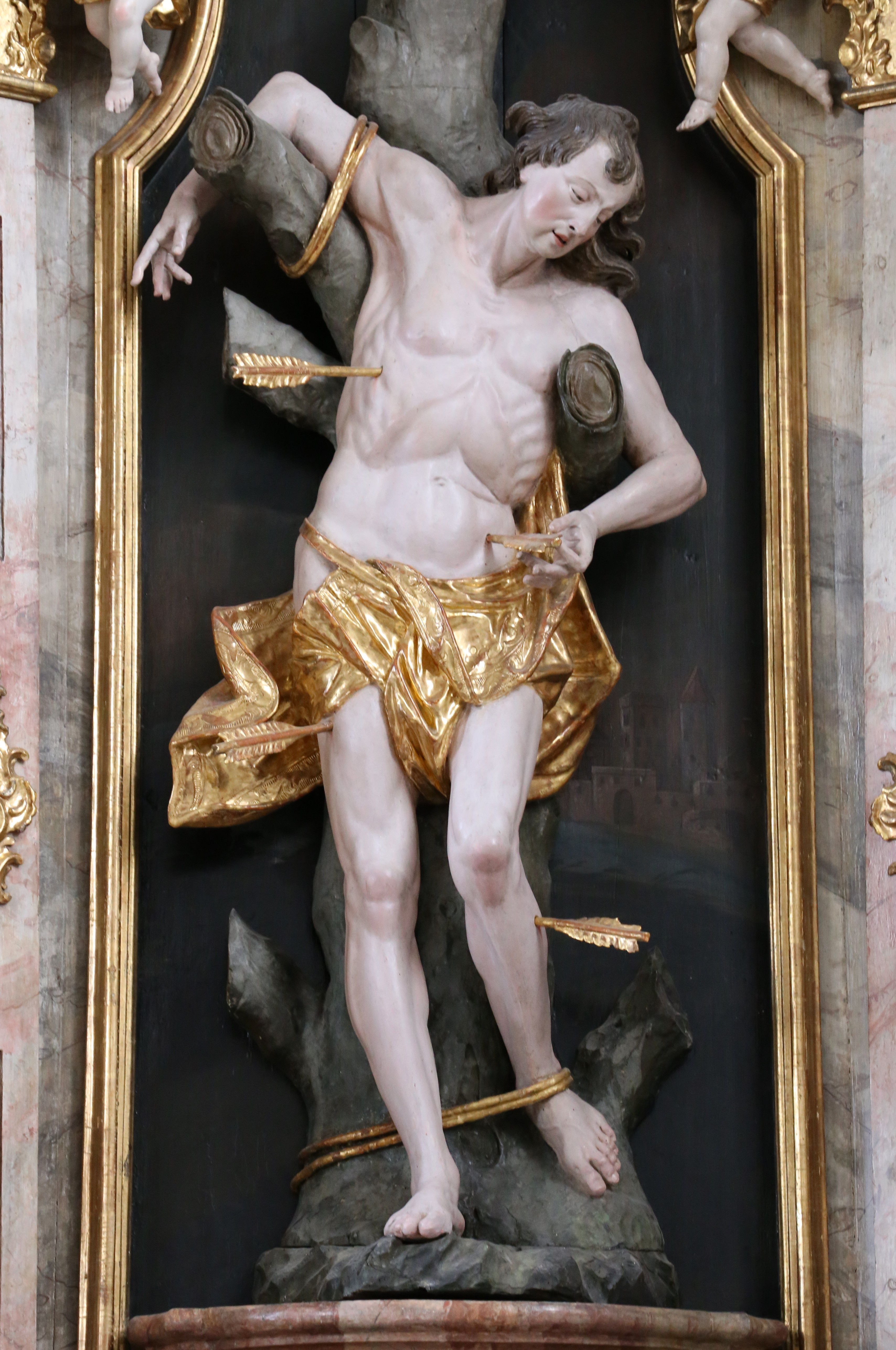
Sebastiansaltar
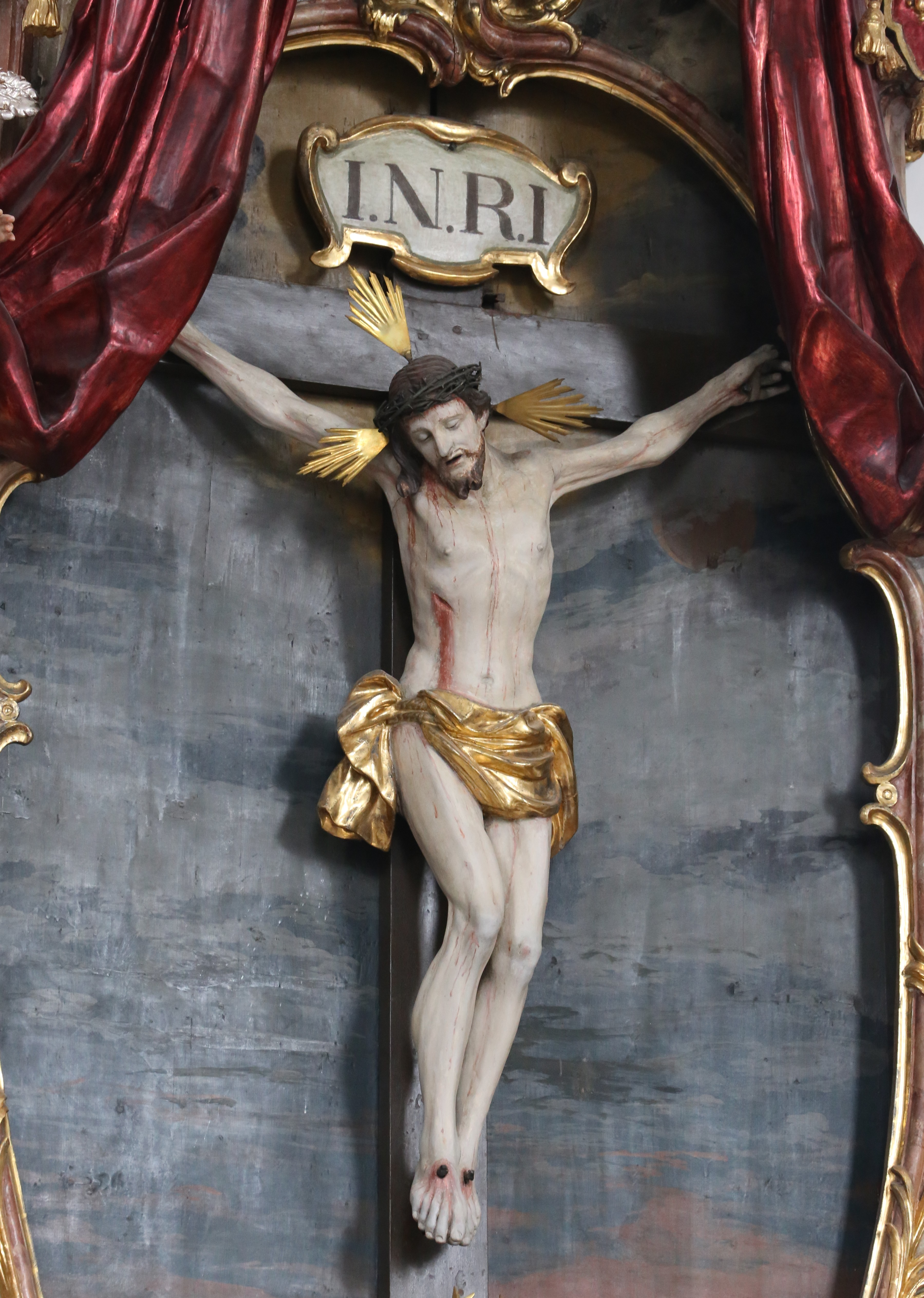
Kreuzaltar
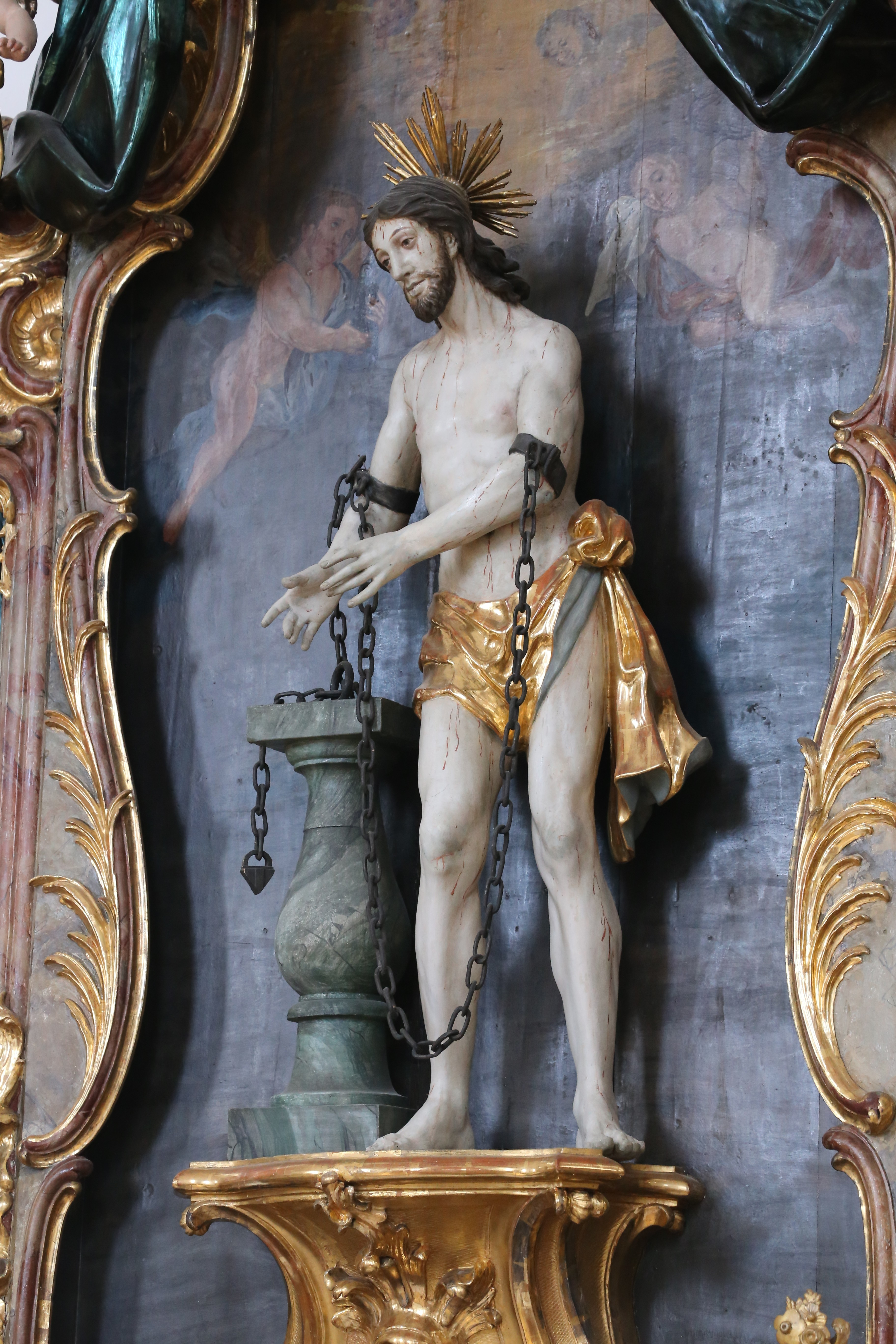
Geißelheilandaltar

## Weitere Ausstattung
- Am Chorbogen hängt eine aus dem Jahr 1680 stammende Rosenkranzmadonna.
- Das Flachrelief mit der Kreuzigungsszene wird um 1520 datiert.
- Am Fuße eines Kreuzes steht auf einer Konsole eine barocke Pietà aus dem Ende des 17. Jahrhunderts.
- Die schlichte Barockkanzel wurde Ende des 17. Jahrhunderts angefertigt. Das Gemälde an der Rückwand stellt Jesus als Salvator mundi (Erlöser der Welt) dar.
- Das Taufbecken wurde 1767 von dem Steinmetz Johann Nepomuk Einsele geschaffen. Der Deckel wird von einer kleinen Rokokofigur  Johannes des Täufers bekrönt.
- An der Brüstung der unteren Empore befinden sich sieben Ölgemälde aus dem frühen 17. Jahrhundert mit Szenen aus dem Leben des heiligen Laurentius.
- Die Kreuzwegbilder wurden um 1900 gemalt, die Rahmen sind dem Stil des Rokoko nachgeahmt.

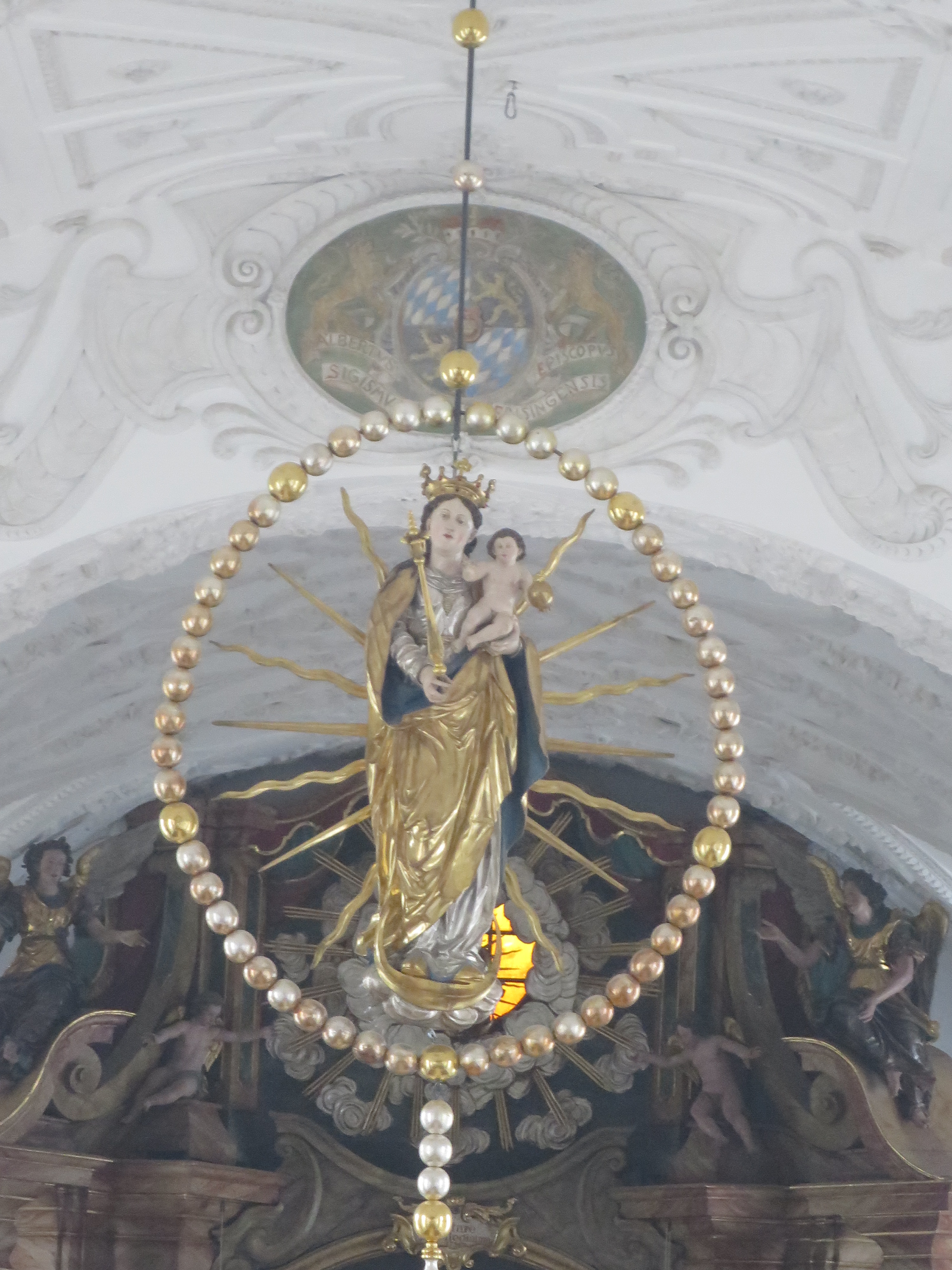
Rosenkranzmadonna, um 1680
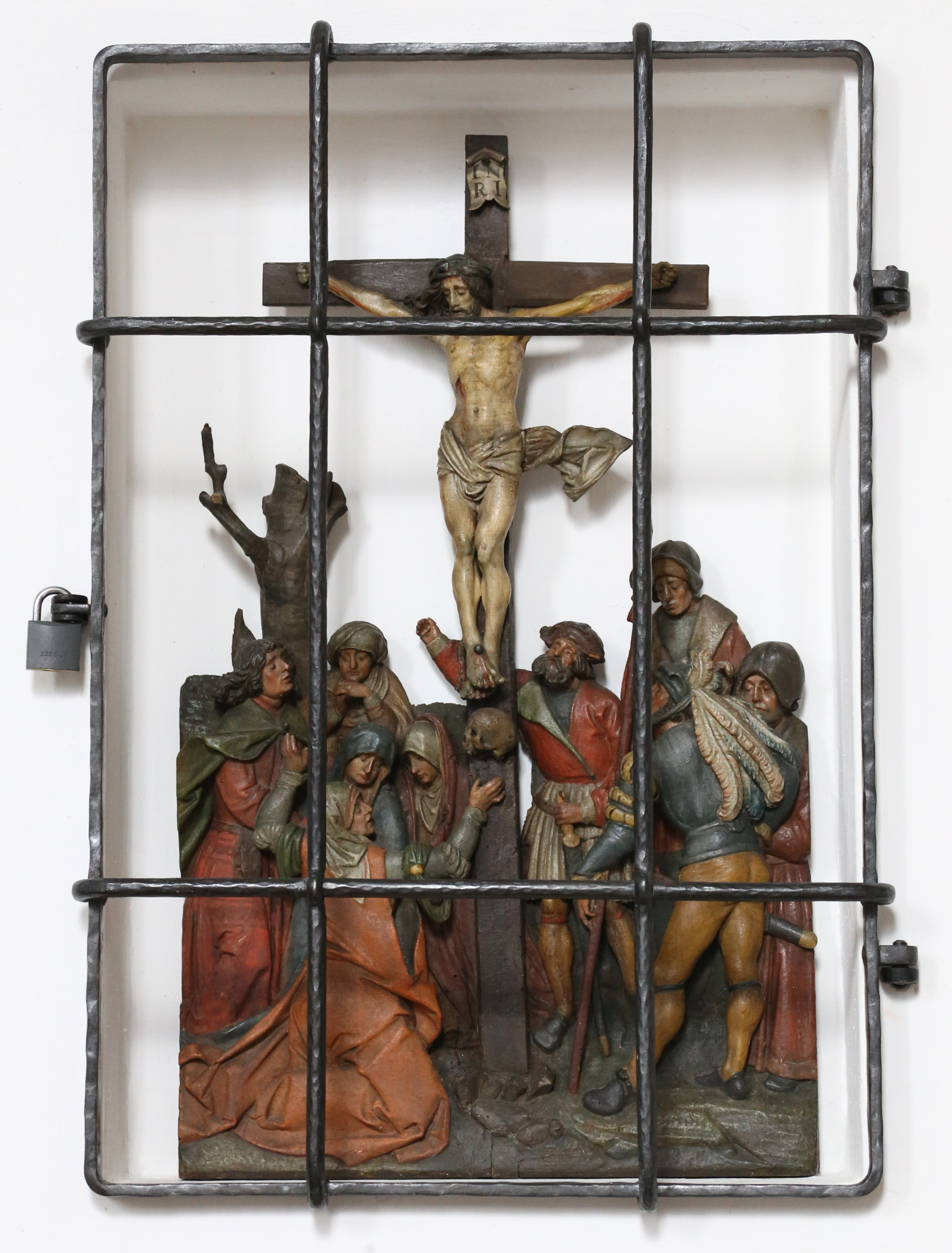
Kreuzigungsrelief, um 1520
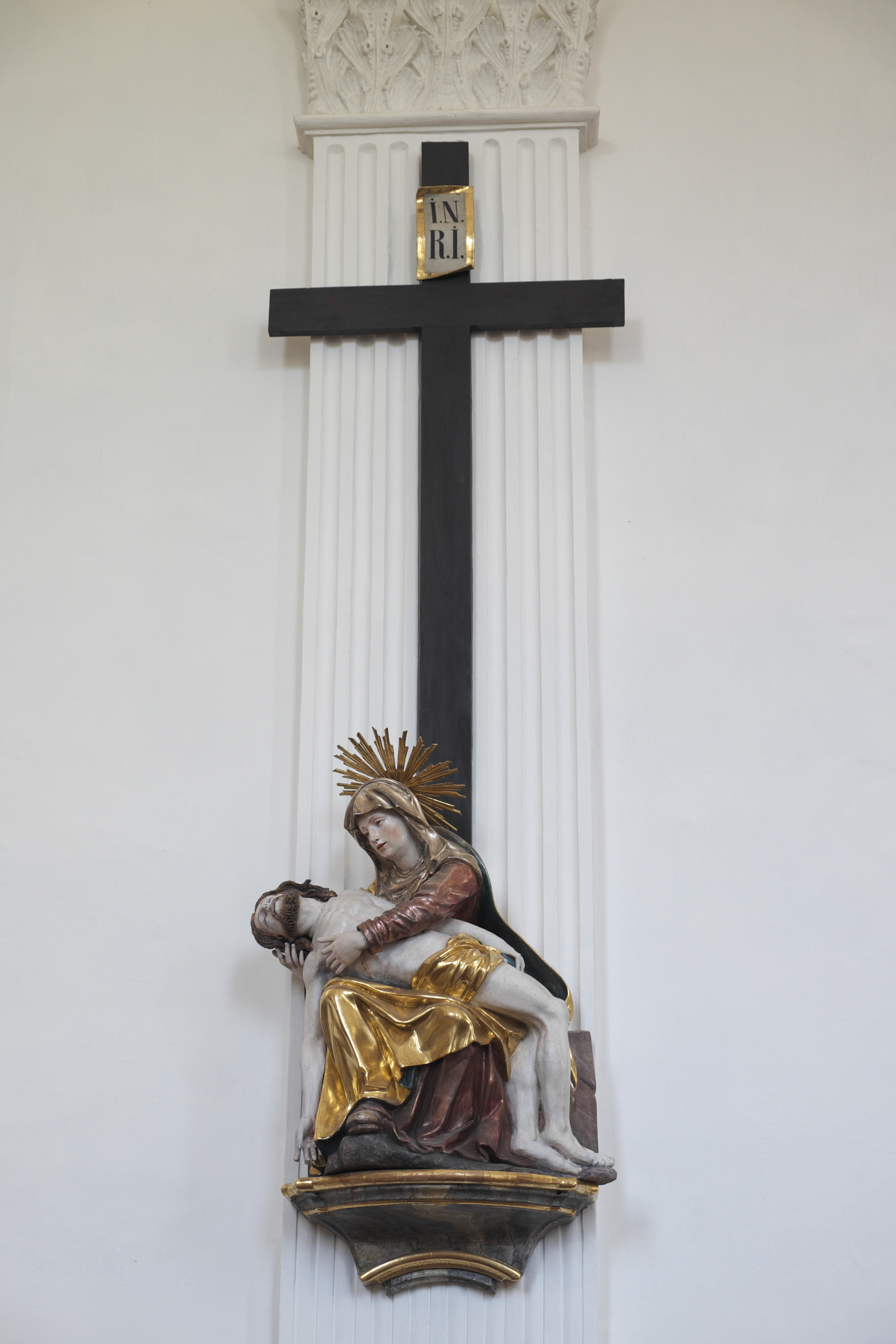
Kreuz mit Pietà, Ende des 17. Jahrhunderts
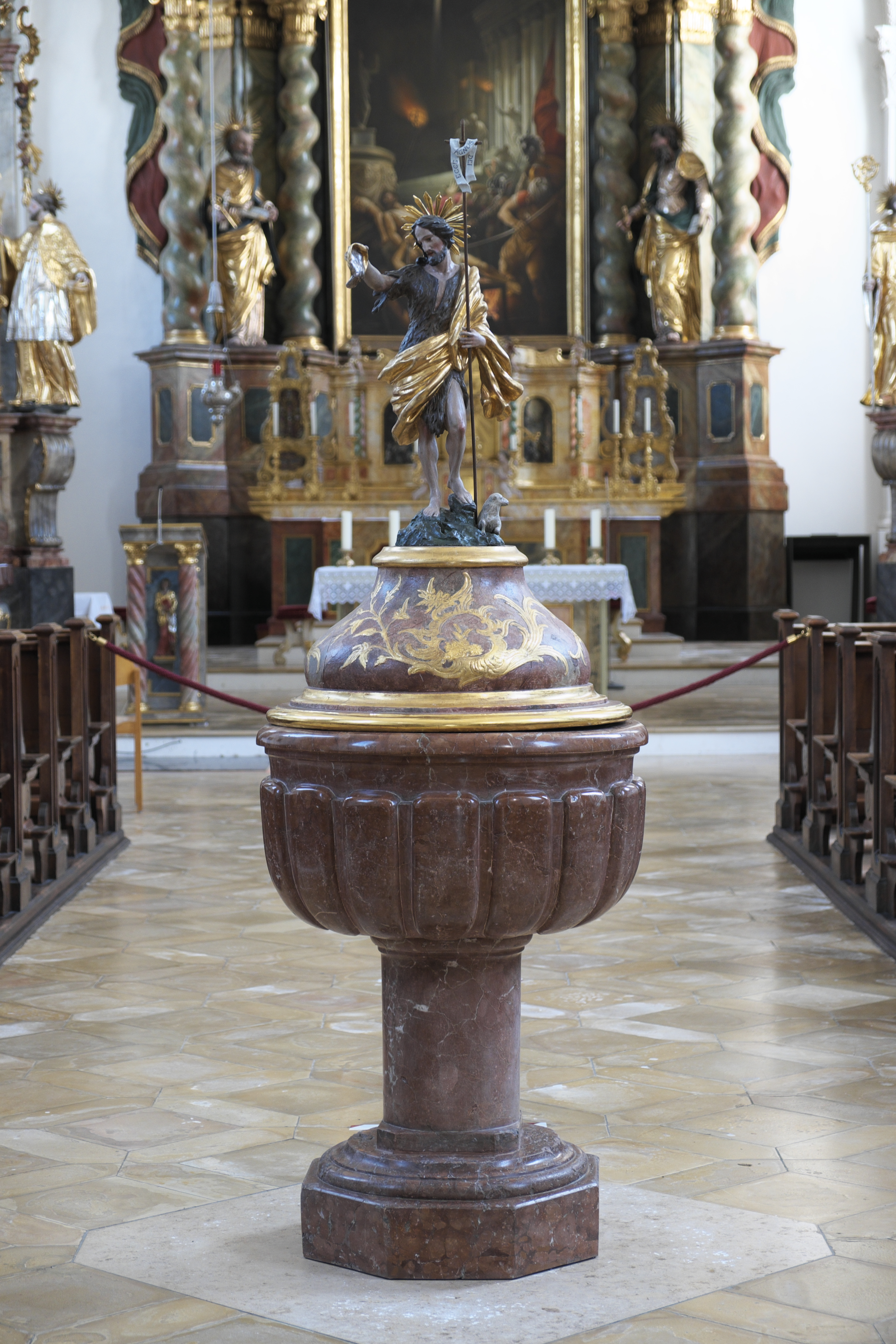
Taufbecken mit der Figur Johannes des Täufers
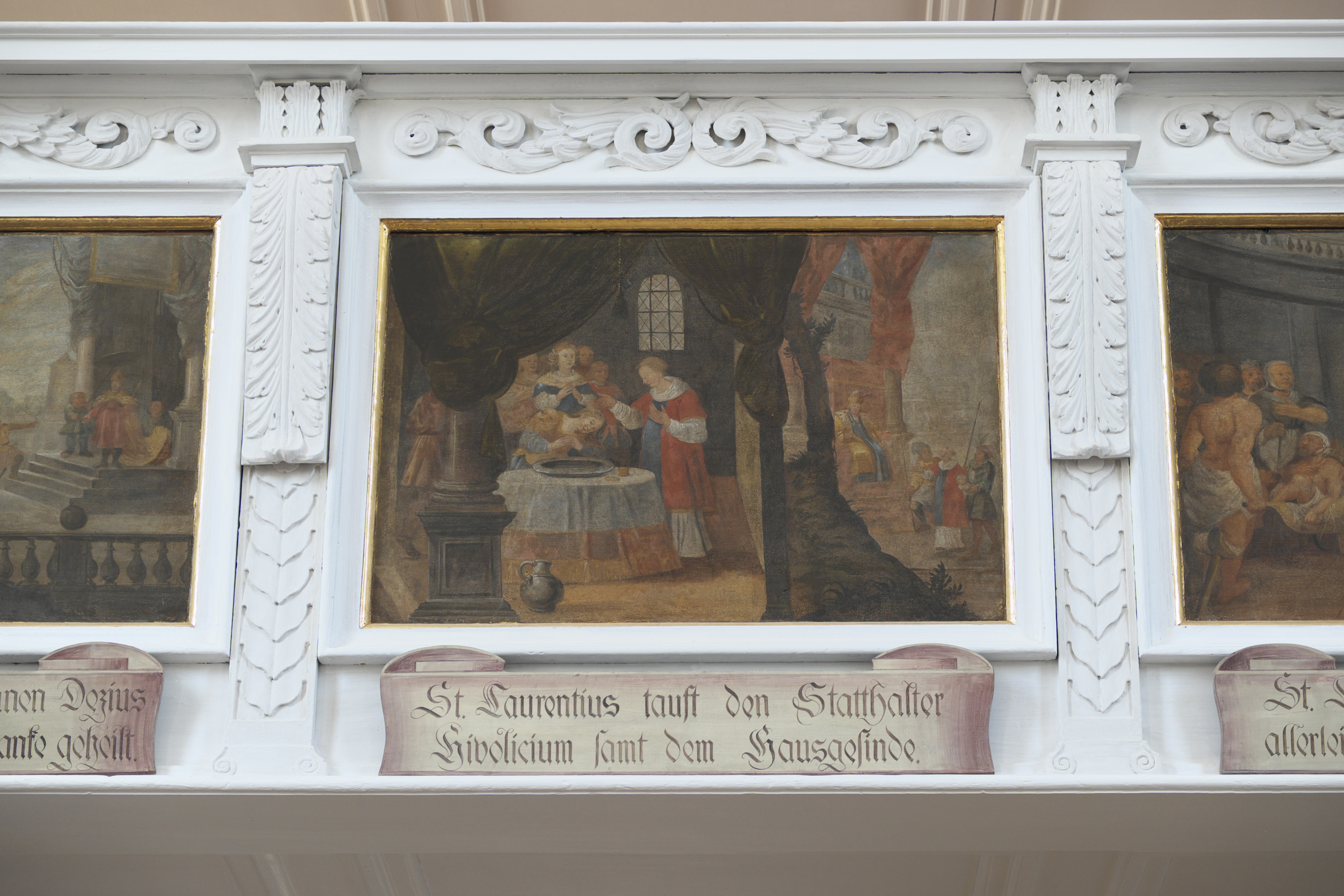
Bilder an der Empore

## Orgel

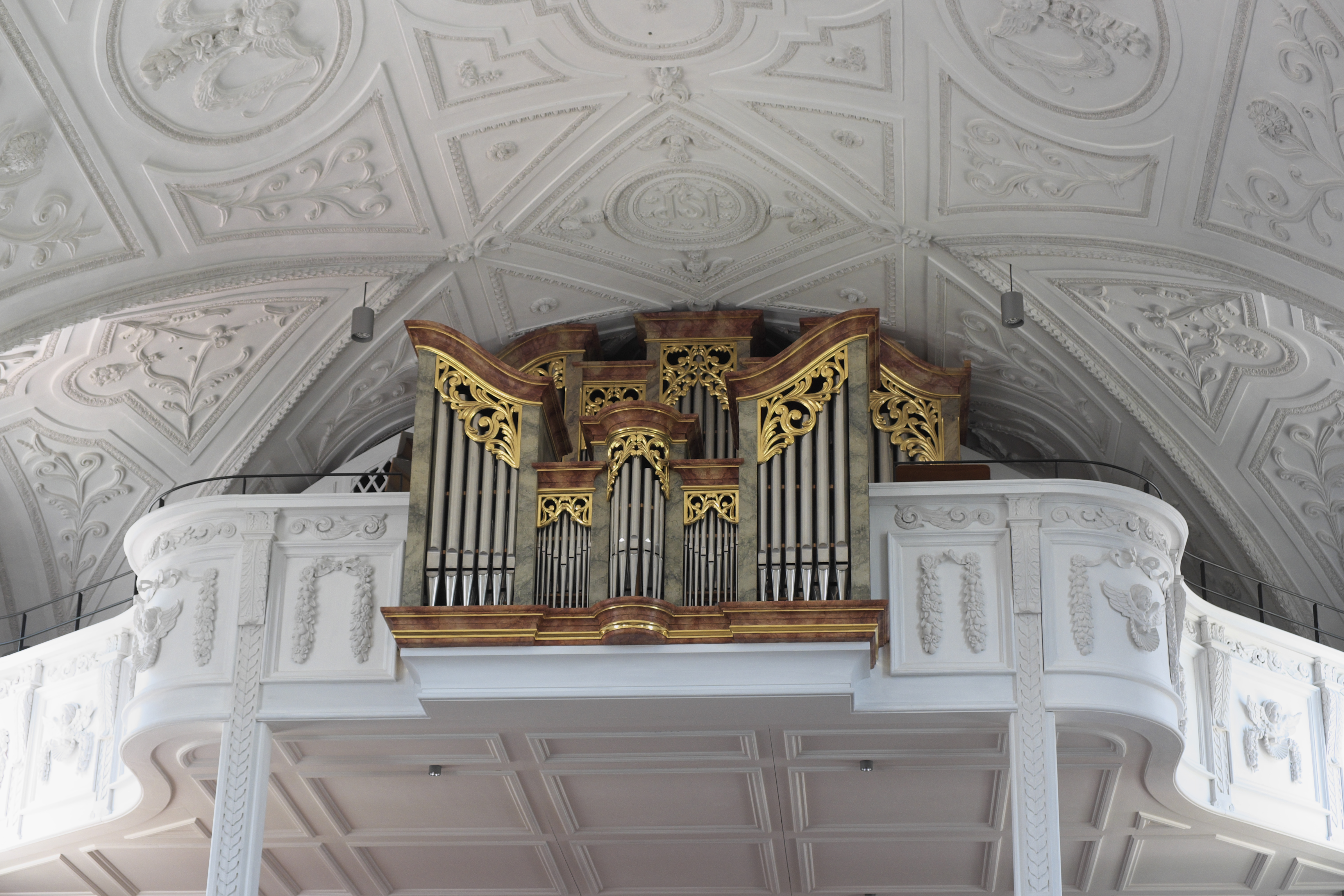
Doppelempore mit Orgel

1986 erhielt die Kirche eine neue Orgel mit mechanischer Traktur. Die Orgel mit 29 Registern wurde von Orgelbaumeister Franz Heinze gebaut. Die geschnitzten Schleierbretter wurden vom freiberuflichen Bildhauer Carsten Lewerentz aus Staudach-Egerndach entworfen und angefertigt. Nach einer Überholung im Jahr 2022 durch die Orgelbaufirma Linder aus Nußdorf (Inn) lautet die derzeitige Disposition:
| II Hauptwerk C-g3 |       |
| Gemshorn          | 16′   |
| Principal         | 8′    |
| Viola da Gamba    | 8′    |
| Holzflöte         | 8'    |
| Gedackt           | 8′    |
| Octave            | 4′    |
| Spitzflöte        | 4′    |
| Octave            | 2′    |
| Mixtur IV         | 1 ⁄3′ |
| Fagott            | 16′   |
| Chamade           | 8′    |

| I Rückpositiv C-g3 |        |
| Rohrflöte          | 8′     |
| Principal          | 4′     |
| Koppelflöte        | 4′     |
| Nasard             | 2 ⁄3′  |
| Blockflöte         | 2′     |
| Terz               | 1 3⁄5′ |
| Quinte             | 1 ⁄3′  |
| Sifflet            | 1'     |
| Holzkrummhorn      | 8′     |

| Pedal C-f1   |     |
| Subbass      | 16′ |
| Octavbass    | 8′  |
| Gedacktbass  | 8′  |
| Choralbass   | 4′  |
| Nachthorn    | 2′  |
| Mixtur IV    | 2′  |
| Posaune      | 16′ |
| Trompete     | 8′  |
| Rohrschalmei | 4′  |

- Koppeln: II/I, I/P, II/P
- Spielhilfen: Setzeranlage
- Bemerkungen: Schleiflade, mech. Spieltraktur, mech. und elektr. Registertraktur